# گونگور کایا
گونگور کایا (انگلیسی: Güngör Kaya؛ زادهٔ ۲۷ آوریل ۱۹۹۰) بازیکن فوتبال اهل ترکیه است.
از باشگاه‌هایی که در آن بازی کرده‌است می‌توان به باشگاه فوتبال نورنبرگ اشاره کرد.